# Sofia Cup
La Sofia Cup, nota come Zagorka Cup per ragioni di sponsorizzazione, è stato un torneo professionistico di tennis giocato su terra rossa, che faceva parte dell'ATP Challenger Tour. Si è giocata solo l'edizione del 2009 a Sofia, in Bulgaria.

## Albo d'oro

### Singolare
| Anno | Campione  | Finalista     | Punteggio |
| ---- | --------- | ------------- | --------- |
| 2009 | Ivo Minář | Florian Mayer | 6–4, 6–3  |

### Doppio
| Anno | Campioni                   | Finalisti                   | Punteggio |
| ---- | -------------------------- | --------------------------- | --------- |
| 2009 | Dominik Hrbatý David Škoch | James Auckland Peter Luczak | 6–2, 6–4  |